# Jim Dvorak
James P. „Jim“ Dvorak (* 16. Dezember 1948 in New York City) ist ein amerikanischer Trompeter und Komponist, der sowohl im Jazz als auch in der Improvisationsmusik hervorgetreten ist.

## Leben und Wirken
Dvorak, der in Brooklyn aufwuchs, erhielt privaten Instrumentalunterricht; zwischen 1966 und 1970 studierte er an der Eastman School of Music, wo er mit einem Bachelor of Music abschloss. Dann zog er nach London, wo er rasch Anschluss fand, zunächst in der Band von Keith Tippett, dann auch in der Brotherhood of Breath von Chris McGregor, mit der er bis 1975 verschiedentlich auf Europatournee war. Gemeinsam mit Keith Bailey gründete er 1973 die Band Joy, die sechs Jahre bestand, aber nur 1976 ein Album vorlegte. 1975 und 1976 gehörte er zur Band von Louis Moholo. Zwischen 1977 und 1979 leitete er Sun Sum (zu der Band gehörten Elton Dean, Alan Skidmore, Keith Tippett, Harry Miller und Nick Evans). Die Band Dhyana leitete er zwischen 1980 und 1982. Weiter gehörte er in den 1980er Jahren zu Lol Coxhills Before Our Time, Geoff Serles Research, Dudu Pukwanas Zila, Maggie Nichols’ Very Varied, Nick Evans’ Dreamtime, Ruthie Smiths Toot Sweet, Brian Abrahams’ District Six und zu Tapestry von Keith Tippett. Zwischen 1982 und 1987 leitete er eine Spielstätte für Improvisationsmusik, den Club Extremor. Von 1990 bis 2004 war er Mitglied von Phil Millers In Cahoots, wo er auch fünf Alben einspielte. Mit Ken Hyder und Marcio Mattos gehörte er dem Bardo State Orchestra an, das auch ein Album mit tibetischen Mönchen einspielte.
Dvorak war zudem als Arrangeur für Reebop Kwaku Baah, Harry Moscoe, die Guest Stars, Stan Sojoka, Annabel Lamb und The Dedication Orchestra tätig. 1979 vertonte er George Orwells Animal Farm; auch verfasste er Ballett- und Bühnenmusiken.
Dvorak hatte Lehraufträge an der Royal Academy of Music und der Guildhall School of Music, lehrte aber auch international auf Workshops.

## Diskographische Hinweise
- District Six To Be Free (EG Records, 1987)
- Keith Tippett Tapestry Orchestra Live at Le Mans (Red Eye, 1998)
- Eric Mingus / Jim Dvorak This Isn't Sex (Slam Records, 1999)
- Jim Dvorak, Paul Dunmall, Mark Sanders, Chris Mapp Cherry Pickin’  (Slam Records, 2014)
- Mark Hewins, Jim Dvorak, Gary Subassa, Roy Dodds: Majisuro Alive at Jazz Rumours (2023)
- MajiSuRo: Bonfire Night (2023) dto.